# Euonthophagus
Euonthophagus es un género de coleóptero de la familia Scarabaeidae.

## Especies
Las especies de este género son:
- Euonthophagus aeneobrunneus
- Euonthophagus amieti
- Euonthophagus amyntas
- Euonthophagus atramentarius
- Euonthophagus bedeli
- Euonthophagus carbonarius
- Euonthophagus consanguineus
- Euonthophagus consobrinus
- Euonthophagus conterminus
- Euonthophagus crocatus
- Euonthophagus dorbignyi
- Euonthophagus gibbosus
- Euonthophagus hazariensis
- Euonthophagus laghmanicus
- Euonthophagus loeffleri
- Euonthophagus maindroni
- Euonthophagus mostafatsairii
- Euonthophagus pentaceros
- Euonthophagus pertinax
- Euonthophagus schnabeli
- Euonthophagus sulcicollis
- Euonthophagus tissoni
- Euonthophagus ustus
- Euonthophagus verberatus
- Euonthophagus yama
- Euonthophagus yemenicus